# ル・メニル＝オー＝グラン
ル・メニル＝オー＝グラン（仏: Le Mesnil-au-Grain）は、フランスのノルマンディー地域圏、カルヴァドス県に属するコミューン。ヴィレー＝ボカージュ小郡のなかでは一番人口が少ない。

## 地理
県都カーンから南西に23km、小郡中心地のヴィレー＝ボカージュから南東に5kmほどいった田園地帯に位置する。集落などはなく、ぽつぽつと家屋が点在するだけの散居村。幹線道路のD8が南北に走り、ドゥヴェット川が西に流れる。東でサン＝タニャン＝ル＝マレルブ、南でボケ、西でロンヴィレールの各コミューンと接する。

## 行政
- 首長 - アニック・ソリエ（Annick Solier、無所属、2001年3月から）
- 前首長 - レイモンド・カイリュー（Raymonde Cailliau）

## 人口の推移[1]
| 1962年 | 1968年 | 1975年 | 1982年 | 1990年 | 1999年 | 2006年 | 2007年 |
| ------ | ------ | ------ | ------ | ------ | ------ | ------ | ------ |
| 55     | 40     | 40     | 37     | 50     | 57     | 54     | 56     |

## ゆかりの人物
- アラン・ロブ＝グリエ - 作家、映画監督、アカデミー・フランセーズ会員。1963年から亡くなるまでこの地の17世紀に築かれた城で暮らした。